# Marija Mehle
Marija Mehle, slovenska učiteljica, * 17. oktober 1879 , Ljubljana, † 1934.
Aktivno se je zavzemala za izobraževanje deklet.

## Življenje
Rodila se je v premožni družini, očetu Jakobu Mahle, ki je imel v Ljubljani gostilno Sokol in posest na Gruberjevem kanalu pri Starem Karlovškem mostu ter mami Rozaliji. Skupaj sta se jima rodila dva otroka, Marija in Jožef. Ko je bila Marija stara sedem let, ji je umrl oče in mati Rozalija je podedovala gostilno in posest ter z vsem uspešno gospodarila.
Posest je leta 1928 po smrti matere podedovala Marija, ki pa se je v tem času že izšolala za učiteljico na ljubljanskem ženskem učiteljišču, kjer je leta 1898 uspešno opravila zrelostni izpit. Svojo učiteljsko kariero je začela v Bohinjski Bistrici, kasneje jo je nadaljevala v Šmartnem pod Šmarno goro, na učiteljišču v Ljubljani, do upokojitve pa je učila na meščanski šoli pri sv. Jakobu v Ljubljani. Kot učiteljica se je zavzemala predvsem za izobraževanje deklet. Poznana je bila po tem, da je bila pri pouku stroga in hkrati pravična. Najbolj so ji bile pomembne njene učenke, za katere je skrbela tudi po končanem pouku. Dotaknile so se je težave deklet, ki niso bile iz Ljubljane in so morale prihajati k pouku z vlakom v zgodnjih jutranjih urah. Še posebej je bilo to izrazito pozimi, ko so morale učenke po več ur čakati na mrazu do začetka pouka. Po letu 1928, ko je Marija prevzela posest za Gradom, je sklenila, da bo revnim dekletom, ki niso stanovala v Ljubljani, pomagala in jim v svojem domu uredila zavetišče. Pomembno ji je bilo, da so dekleta na ta način začutila toplino in domačnost. Prav tako je bilo poskrbljeno za brezplačno toplo hrano in dodatno pomoč pri učenju. V prvem letu je zavetišče obiskovalo 20 učenk iz dekliške meščanske šole, v naslednjem letu pa so se pridružile tudi učenke realne gimnazije in učiteljišča. Podporo v obliki oskrbovanja zavetišča je prejela Marija od Društva slovenskih učiteljic. S svojim poslanstvom je nadaljevala tudi po upokojitvi.
Z oporoko je po svoji smrti 1. septembra 1934 v Ljubljani prepustila dekletom svoj dom v nadaljnjo uporabo in zavetišče je prešlo pod vodstvo odbora zadruge Dom učiteljic. Leta 1937 je dobil posest za Gradom v last polbrat Marije Mahle, poštni uradnik Anton Mahle, ki se je rodil v drugem zakonu Jakoba Mahleta. Kakšen je bil njegov odnos do zavetišča ni znano, vrata zavetišča pa so se zaprla leta 1940.
Marija Mahle ni bila samo ena izmed najbolj požrtvovalnih delavk v učiteljskih vrstah, ampak je bilo za njo značilen tudi socialni čut, saj ji je bila skrb za dekleta in njihovo izobraževanje najpomembnejša. S svojim delovanjem je želela vplivati na dvig kakovosti dekliških strokovnih šol. Skupaj z Marijo Sodnik je vložila veliko truda, da bi organizirale dobre strokovno nadaljevalne šole, ki bi omogočile dekletom izobrazbo in primerno zaposlitev. Prav tako jo je zanimalo žensko vprašanje doma in v tujini. Sodelovala je pri Splošnem slovenskem ženskem društvu in Društvu učiteljic, kjer se je skupaj z ostalimi članicami društva borila za boljšo izobrazbo deklet kot tudi za samoizobraževanje učiteljic. Veliko svojega časa je posvetila aktivnostim za ustanovitev dekliških meščanskih šol, kjer bi poučevale učiteljice, ki bi bile posebej za to izobražene.